# قاع المحيط (سبونج بوب سكوير بانتس)
قاع المحيط (بالإنجليزية: Rock Bottom)‏ هي الحلقة 35 من الموسم الأول من المسلسل التلفزيوني المتحركة الأمريكية سبونج بوب سكوير بانتس. وقد أُنتجت الحلقة في عام 1999 وبُثت على نيكلوديون في الولايات المتحدة يوم 15 آذار عام 2000. تحكي القصة عن ضياع سبونج بوب في قاع المحيط بعد أن أخطأ الحافلة هو وبسيط من عالم القفار. يكون في البداية بسيط نجم مع سبونج بوب لكن بسيط يجد الحافلة في البداية ويبقى سبونج بوب عالقاً في قاع المحيط وفي النهاية يعود سبونج بوب إلى قاع الهامور بعد أن ساعده شخص وقام بنفخ قفازه وطار سبونج بوب إلى قاع الهامور. وبعد وصول سبوج بوب إلى قاع الهامور يأخذ بسيط الحافلة إلى قاع المحيط لإنقاذ سبونج بوب.

## صورت من قبل
- فول أوت
- باص المدرسة العجيب
- أين-أن-أوت
- تاز المشاكس

## روابط خارجية
- قاع المحيط على موقع IMDb (الإنجليزية)
- قاع المحيط على موقع أول موفي (الإنجليزية)